# Chenay (Deux-Sèvres)
Chenay és un municipi francès situat al departament de Deux-Sèvres i a la regió de la Nova Aquitània. L'any 2007 tenia 487 habitants.

## Demografia

### Població
El 2007 la població de fet de Chenay era de 487 persones. Hi havia 208 famílies de les quals 64 eren unipersonals (24 homes vivint sols i 40 dones vivint soles), 64 parelles sense fills, 64 parelles amb fills i 16 famílies monoparentals amb fills.
La població ha evolucionat segons el següent gràfic:
Habitants censats

### Habitatges
El 2007 hi havia 272 habitatges, 209 eren l'habitatge principal de la família, 28 eren segones residències i 35 estaven desocupats. 263 eren cases i 7 eren apartaments. Dels 209 habitatges principals, 167 estaven ocupats pels seus propietaris, 37 estaven llogats i ocupats pels llogaters i 5 estaven cedits a títol gratuït; 1 tenia una cambra, 7 en tenien dues, 32 en tenien tres, 51 en tenien quatre i 118 en tenien cinc o més. 178 habitatges disposaven pel capbaix d'una plaça de pàrquing. A 89 habitatges hi havia un automòbil i a 93 n'hi havia dos o més.

### Piràmide de població
La piràmide de població per edats i sexe el 2009 era:
| Homes | Edats   | Dones |
| ----- | ------- | ----- |
| 0     | 95 o +  | 0     |
| 0     | 90 a 94 | 0     |
| 0     | 85 a 89 | 4     |
| 4     | 80 a 84 | 0     |
| 12    | 75 a 79 | 20    |
| 12    | 70 a 74 | 28    |
| 20    | 65 a 69 | 12    |
| 24    | 60 a 64 | 12    |
| 4     | 55 a 59 | 8     |
| 24    | 50 a 54 | 16    |
| 24    | 45 a 49 | 24    |
| 16    | 40 a 44 | 8     |
| 16    | 35 a 39 | 24    |
| 12    | 30 a 34 | 12    |
| 36    | 25 a 29 | 16    |
| 20    | 20 a 24 | 12    |
| 16    | 15 a 19 | 24    |
| 20    | 10 a 14 | 20    |
| 16    | 5 a 9   | 16    |
| 4     | 0 a 4   | 16    |

## Economia
El 2007 la població en edat de treballar era de 304 persones, 206 eren actives i 98 eren inactives. De les 206 persones actives 188 estaven ocupades (106 homes i 82 dones) i 18 estaven aturades (7 homes i 11 dones). De les 98 persones inactives 31 estaven jubilades, 30 estaven estudiant i 37 estaven classificades com a «altres inactius».

### Ingressos
El 2009 a Chenay hi havia 212 unitats fiscals que integraven 498 persones, la mediana anual d'ingressos fiscals per persona era de 15.324 €.

### Activitats econòmiques
Dels 12 establiments que hi havia el 2007, 1 era d'una empresa de fabricació de material elèctric, 1 d'una empresa de fabricació d'altres productes industrials, 5 d'empreses de construcció, 2 d'empreses de comerç i reparació d'automòbils, 1 d'una empresa d'hostatgeria i restauració, 1 d'una empresa financera i 1 d'una empresa classificada com a «altres activitats de serveis».
Dels 5 establiments de servei als particulars que hi havia el 2009, 1 era un taller de reparació d'automòbils i de material agrícola, 1 paleta, 1 guixaire pintor, 1 fusteria i 1 lampisteria.
L'any 2000 a Chenay hi havia 27 explotacions agrícoles que ocupaven un total de 1.020 hectàrees.

## Equipaments sanitaris i escolars
El 2009 hi havia una escola elemental integrada dins d'un grup escolar amb les comunes properes formant una escola dispersa.

## Poblacions més properes
El següent diagrama mostra les poblacions més properes.